# Utilitaire de disque
 (septembre 2023).
Si vous disposez d'ouvrages ou d'articles de référence ou si vous connaissez des sites web de qualité traitant du thème abordé ici, merci de compléter l'article en donnant les références utiles à sa vérifiabilité et en les liant à la section « Notes et références ».
L'utilitaire de disque est un logiciel informatique inclus dans le système d'exploitation macOS, développé par Apple. Il permet de gérer les espaces de stockage internes (disque dur, disque SSD) et externes (clé USB, disque externe). Il offre des fonctionnalités telles que la partition, la réparation, l'effacement et la restauration des périphériques de stockage internes et externes. L'utilitaire de disque est accessible depuis Recovery HD.

## Fonctions
Les fonctions offertes par l'utilitaire de disque « DiskUtility » inclus dans toutes les versions des systèmes d'exploitation Mac de la société Apple sont : 
- Création, conversion, sauvegarde, compression et chiffrage des images de volumes logiques depuis les différents formats exploitables vers le format .dmg, ainsi que vers une image sur CD/DVD.
- Montage, démontage et éjection des volumes de disque dur, des supports amovibles et des images de volume de disque.
- Activation ou désactivation de la journalisation des activités du système d'exploitation.
- Vérification de l'intégrité d'un disque et sa réparation s'il est endommagé, qu'il s'agisse d'une partition native MacOS, compatible MacOS ou  FAT32 hébergeant Microsoft Windows.
- Effaçage, formatage, partitionnement et clonage des disques durs.
- Suppression sécurisée de l'espace libre ou du disque en entier, à l'aide de données "remises à zéro", en utilisant la norme DOD 5220-22 M à 7 passages ou l'algorithme Gutmann à 35 passages.
- Ajout, modification ou conversion de table de partition entre le format APM de Mac, GUID et le premier secteur adressable d'un disque (MBR).
- Restauration de volumes à partir d'images Apple Software Restore (ASR).